# Окинава (град)
Окинава (јап. 沖縄市) град је у Јапану у префектури Окинава. Према попису становништва из 2005. у граду је живело 126.400 становника.

## Становништво
Према подацима са пописа, у граду је 2005. године живело 126.400 становника.
| 1995.   | 2000.   | 2005.   |
| ------- | ------- | ------- |
| 115.336 | 119.686 | 126.400 |